# Jizz Hornkamp
Jizz Hornkamp, né le 7 mars 1998 à De Rijp aux Pays-Bas, est un footballeur néerlandais qui joue au poste d'avant-centre à l'Heracles Almelo.

## Biographie

### SC Heerenveen
Né à De Rijp aux Pays-Bas, Jizz Hornkamp est notamment formé par l'Ajax Amsterdam et l'AZ Alkmaar avant de poursuivre sa formation au SC Heerenveen. C'est avec ce club qu'il fait ses premiers pas en professionnel, jouant son premier match le 9 mai 2018, lors d'une rencontre de playoffs pour une qualification en Ligue Europa face au FC Utrecht. Il entre en jeu à la place de Reza Ghoochannejhad et son équipe s'impose par quatre buts à trois.
Hornkamp inscrit son premier but en professionnel le 22 septembre 2018, lors d'une rencontre de championnat face à l'Excelsior Rotterdam. Il entre en jeu à la place de Mitchell van Bergen et marque le but égalisateur dans la temps additionnel, sur un service de Morten Thorsby, et permet ainsi à son équipe d'obtenir le point du match nul (3-3 score final).

### FC Den Bosch
Le 22 juillet 2019, Jizz Hornkamp s'engage en faveur du FC Den Bosch pour un contrat de trois ans. Il joue son premier match sous ses nouvelles couleurs le 12 août 2019, lors de la première journée de la saison 2019-2020 de deuxième division néerlandaise face au Jong PSV (en). Il est titularisé et les deux équipes se neutralisent (2-2 score final). Il s'agit de sa seule apparition cette saison-là. Touché à la hanche, son absence initialement prévue jusqu'à la trêve hivernale s'étend finalement jusqu'à la fin de la saison.
Le 30 janvier 2021, Hornkamp se fait remarquer en marquant quatre buts lors d'un même match, contre l'Excelsior Rotterdam, en championnat. Si son équipe ne s'impose pas ce jour-là, il lui permet au moins d'obtenir un point à l'extérieur (4-4 score final),. Avec 20 buts inscrits en 2020-2021, Hornkamp termine troisième meilleur buteur de la saison (ex-aequo avec Thomas Verheydt (en).

### Willem II
Le 24 janvier 2022, lors du mercato hivernal, Jizz Hornkamp s'engage en faveur du Willem II Tilburg pour un contrat courant jusqu'en juin 2024, avec une année en option,. 
De retour en Eredivisie, il joue son premier match pour Willem II dans cette compétition, le 6 février 2022 face au RKC Waalwijk. Titularisé, il participe à la victoire de son équipe par trois buts à un en marquant également son premier but. Une victoire qui redonne de l'espoir à une équipe jouant le maintien et met un terme à une série de dix défaites consécutives en championnat. Il ne peut toutefois éviter la descente de son équipe qui, terminant 17e du championnat, est reléguée en deuxième division.

### Heracles Almelo
Le 3 juillet 2023, Jizz Hornkamp s'engage en faveur du Heracles Almelo. Il signe un contrat courant jusqu'en juin 2026.